# Cham (fils de Noé)
Pour les articles homonymes, voir Ham et Cham.
חם
Cham (héb. חם, Ham signifiant « chaud »), prononcé \kam\, est un personnage de la Genèse dans la Bible.

## Présentation
Il est l'un des fils de Noé et le frère de Sem et de Japhet. Il est né avant le Déluge alors que Noé avait 500 ans. Il a quatre fils : Koush, Misraïm, Pout et Canaan, et est l'ancêtre des Hamites, et des Cananéens.
Un jour que son père était ivre, Cham le vit nu et en informa ses frères, qui le rhabillèrent en détournant leur visage. Lorsqu'il eut cuvé, Noé maudit Canaan, fils de Cham, en le déclarant serviteur de Sem et Japhet. On appelle souvent cet épisode la malédiction de Cham. La raison du transfert de la malédiction sur Canaan s'explique selon certains par le fait que Noé n’aurait pu maudire Cham car celui-ci a été béni par Dieu [Genèse, 9 : 1], et que la bénédiction divine n’est pas réversible. Une autre hypothèse serait que cette malédiction sanctionnerait une faute cachée commise par Canaan.  
Le récit biblique de la malédiction suit l'épisode du Déluge. Sur l'ordre de Dieu, Noé sort de l'arche avec ses trois fils, Sem, Cham et Japhet.

Après quoi, 

« 20. Noé commença à cultiver la terre, et planta de la vigne.
 21. Il but du vin, s’enivra, et se découvrit au milieu de sa tente.
 22. Cham, père de Canaan, vit la nudité de son père, et il le rapporta dehors à ses deux frères.
 23. Alors Sem et Japhet prirent le manteau, le mirent sur leurs épaules, marchèrent à reculons, et couvrirent la nudité de leur père ; comme leur visage était détourné, ils ne virent point la nudité de leur père.
 24. Lorsque Noé se réveilla de son vin, il apprit ce que lui avait fait son fils cadet. (ou selon d'autres versions : il apprit ce que lui avait fait son plus jeune fils.,)
 25. Et il dit : Maudit soit Canaan ! qu’il soit l’esclave des esclaves de ses frères !
 26. Il dit encore : Béni soit l’Éternel, Dieu de Sem, et que Canaan soit leur esclave ! 
27. Que Dieu étende les possessions de Japhet, qu’il habite dans les tentes de Sem, et que Canaan soit leur esclave ! »

Après cet épisode, le chapitre 10 de la Genèse — la Table des peuples ou la Table des nations dans la tradition juive — détaille la descendance des fils de Noé et le peuplement de la terre. Canaan et ses descendants occupent le « pays de Canaan », terre qui sera ultérieurement offerte par Dieu à Abraham, un descendant de Sem. Quant à Koush, Misraïm et Pout, ils peuplent l'Éthiopie, l'Égypte et la Libye antique, respectivement.
Dans la Bible, Cham est souvent le second nommé des trois frères, on peut en déduire qu'il est le cadet. Cependant, dans l'épisode de la malédiction de Canaan, il est appelé « plus jeune fils » de Noé.

## Arbre généalogique
La descendance de Cham se trouve dans le Livre de la Genèse et dans le Premier Livre des Chroniques.
- Cham, fils de Noé
  - Koush, fils de Cham
    - Seba, fils de Koush
    - Havila, fils de Koush
    - Sabta, fils de Koush
    - Rama, fils de Koush
      - Saba, fils de Rama et fondateur de la ville de Saba
      - Dadan, fils de Rama et fondateur de la ville de Dadan

    - Sabteka, fils de Koush
    - Nimrod, fils de Koush
      - Éliézer, fils de Nimrod

  - Misraïm, fils de Cham
    - les Loudim
    - les Anamim
    - les Lehabim
    - les naphtouhim
    - les Pathrousim
    - les Kaslouhim
      - les Philistins

    - les Caphtorim habitants de Caphtor

  - Pout, fils de Cham, habitant soit le pays de Pount soit la Libye antique[8],[9]
  - Canaan, fils de Cham
    - Tsidone, fils de Canaan et fondateur de la ville de Sidon
    - Het, fils de Canaan et ancêtre des Héthéens
    - les Jébuséens
    - les Amorrites
    - les Guirgashites
    - les Hivites
    - les Arqites habitants de Tell Arqa
    - les Sinites
    - les Arvadites
    - les Tsemarites
    - les Hamathites

## Postérité dans la littérature
En dédiant son Message Retrouvé « aux peuples noirs », l'hermétiste Louis Cattiaux précise que « la malédiction qui pesait sur les fils de Cham est levée pour ceux qui reçoivent le Livre du pardon et qui le gardent dans leurs cœurs.
Dans Une Saison En Enfer, Arthur Rimbaud se voit entrer « au vrai royaume des enfants de Cham » dans le chapitre Mauvais Sang : « Le plus malin est de quitter ce continent, où la folie rôde pour pourvoir d’otages ces misérables. J’entre au vrai royaume des enfants de Cham. »

## Divers
En référence à ce personnage biblique, le caricaturiste Amédée de Noé, collaborateur au Charivari, prit le pseudonyme de « Cham ».
Le chanteur Tété sort en 2006 un single intitulé Fils de Cham.

## Galerie

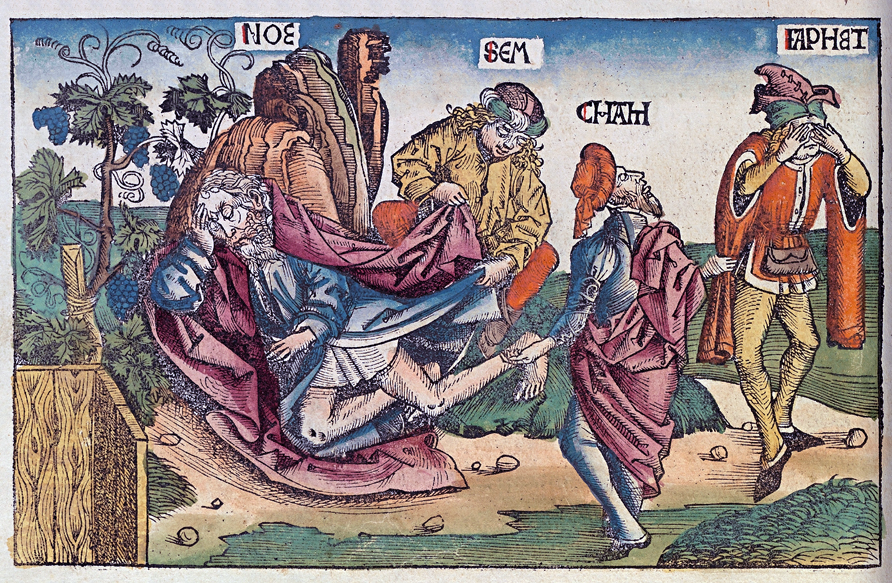
L'ivresse de Noé dans La Chronique de Nuremberg (1493).
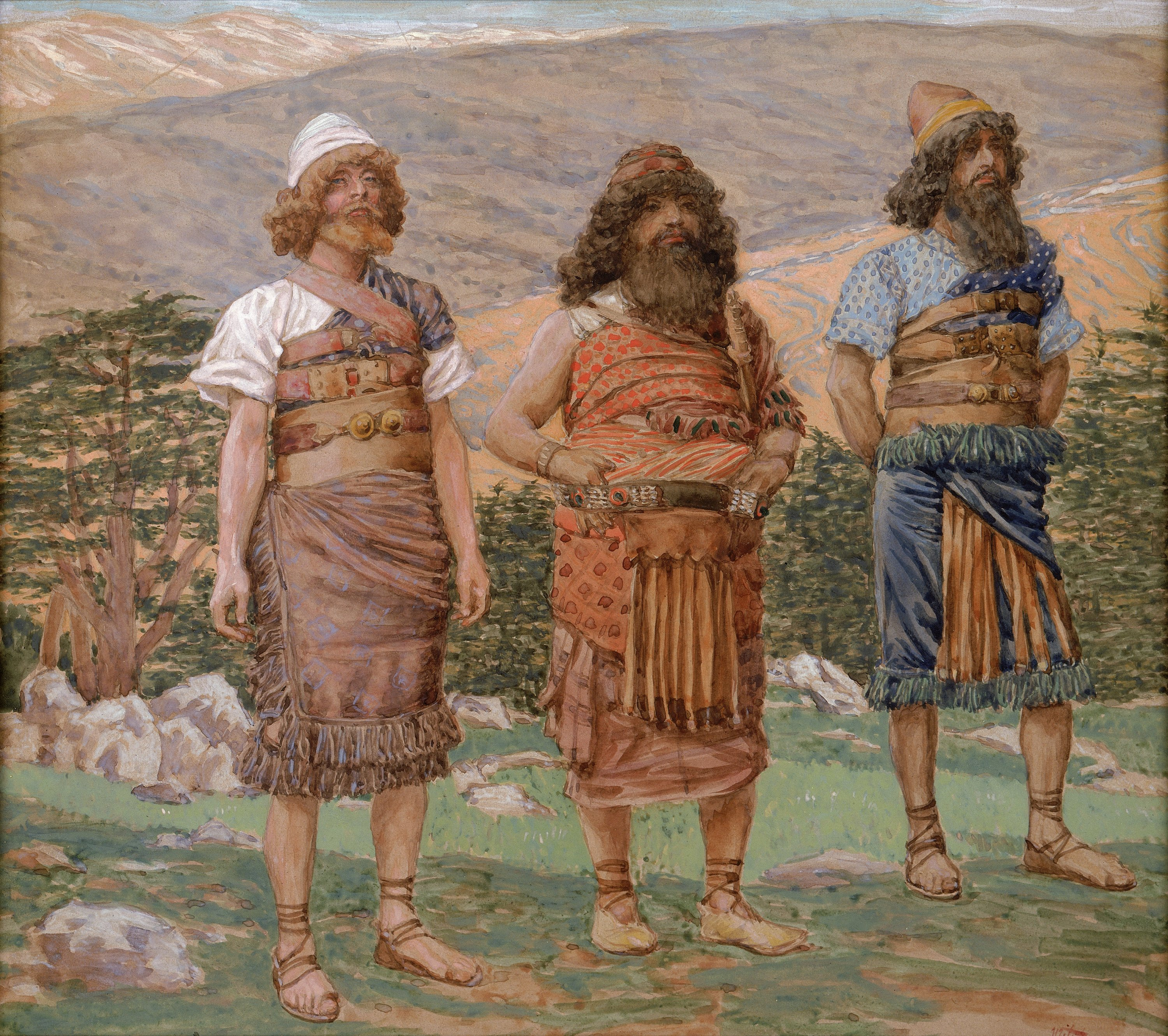
Les frères Sem, Cham et Japhet, représentés par James Tissot (1904).